# カットーリカ・エラクレーア
カットーリカ・エラクレーア（イタリア語: Cattolica Eraclea）は、イタリア共和国シチリア自治州アグリジェント県にある人口約3,600人の基礎自治体（コムーネ）。

## 地理

### 位置・広がり

#### 隣接コムーネ
隣接するコムーネは以下の通り。
- アグリジェント
- チャンチャーナ
- モンタッレグロ
- リベーラ
- サンタンジェロ・ムクサーロ